# Boyfriend (banda)
Boyfriend (en hangul, 보이프렌드; literalmente, «Novio»), es una boy band surcoreana, que actualmente está bajo la dirección de Croosphase Entertainment. Está compuesta por seis miembros: Donghyun, Hyunseong, Jeongmin, Youngmin, Kwangmin y Minwoo. 
El grupo fue formado en 2011 por Starship Entertainment y debutó oficialmente el 26 de mayo de ese mismo año en el programa M!Countdown de Mnet con su sencillo debut «Boyfriend», producido por Brave Brothers. 
El grupo decidió separarse después del término de su contrato el 15 de mayo de 2019. El 26 de mayo de 2021, para conmemorar el décimo aniversario de su debut, regresaron bajo el nombre BF junto con un sencillo digital llamado "ENDING CREDIT". Es el primer grupo de kpop que después de haber terminado su contrato con la empresa vuelve a debutar con todos sus integrantes. El 29 de diciembre de 2021, Boyfriend con el nuevo nombre "BF" lanzó el EP Adonis. El 26 de mayo de 2022, BF celebró su undécimo aniversario lanzando una fan canción llamada "Canvas". A finales de 2024, el grupo comenzó a promocionarse nuevamente como BOYFRIEND.

## Historia

### Predebut
Jo YoungMin y Jo KwangMin habían audicionado para JYP Entertainment, empresa en la cual entrenaron durante dos años. Cuando cumplieron 100 días como niños actores, los gemelos habían aparecido en más de 300 comerciales.. Mientras se encontraba en la secundaria, DongHyun protagonizó «Conduct Zero», un programa televisivo de variedades, donde seis estudiantes rebeldes de secundaria se convirtieron en estudiantes ejemplares.No MinWoo fue el primer miembro del grupo en ser revelado. Lanzado el 22 de marzo de 2011, hizo un cameo en el vídeo musical «Can't Open Up My Lips» de un compañero de su misma compañía, K.Will, junto con los idols IU y Lee Joon de MBLAQ. Dos días después, Starship Entertainment reveló una foto de los hermanos gemelos, Jo Youngmin y Jo Kwangmin. También se reveló que los dos habían servido previamente como bailarines de K.Will en el programa de variedades «Quiz That Changes the World» en enero de 2011. Antes de su debut, Boyfriend apareció en M! Pick. El teaser del primer video musical del grupo, «Let's Get It Started», fue lanzado el 20 de mayo de 2011.

### Debut
El grupo debutó el jueves 26 de mayo de 2011 en M!Countdown, con la canción "Boyfriend". Uno de los miembros del grupo, "No Min Woo", apareció como protagonista masculino en el MV del cantante K.Will, “I Can’t Find the Words”. Posteriormente la agencia del cantante y del grupo femenino Sistar, Starship Entertainment, reveló que el protagonista del video era No Min Woo, un alumno en entrenamiento para debutar en una nueva boy band de la agencia. Aparte de Minwoo, se anunciaron a los hermanos gemelos idénticos, Youngmin y Kwangmin, los cuales participaron en el video "Push Push" de Sistar junto a Kim Dong Hyun.

## Miembros
| Miembros     | Miembros | Miembros             | Miembros             | Miembros                        | Miembros                           |
| Miembro      | Miembro  | Nombre de Nacimiento | Nombre de Nacimiento | Fecha de nacimiento             | Posición                           |
| Romanización | Hangul   | Romanización         | Hangul               | Fecha de nacimiento             | Posición                           |
| ------------ | -------- | -------------------- | -------------------- | ------------------------------- | ---------------------------------- |
| Donghyun     | 동현     | Kim Dong-hyun        | 김동현               | 12 de febrero de 1989 (36 años) | Líder, vocalista                   |
| Hyunseong    | 현성     | Shim Hyun-seong      | 심현성               | 9 de junio de 1993 (31 años)    | Vocalista                          |
| Jeongmin     | 정민     | Lee Jeong-min        | 이정민               | 2 de enero de 1994 (31 años)    | Vocalista                          |
| Youngmin     | 영민     | Jo Young-min         | 조영민               | 24 de abril de 1995 (30 años)   | Vocalista                          |
| Kwangmin     | 광민     | Jo Kwang-min         | 조광민               | 24 de abril de 1995 (30 años)   | Rapero                             |
| Minwoo       | 민우     | No Min-woo           | 노민우               | 31 de julio de 1995 (29 años)   | Bailarín principal, rapero, maknae |

## Primeros conciertos y eventos fuera de Asia
Después de tres años de debutar, tuvieron su primera gira fuera de Asia. El 8 de marzo de 2014, tuvieron un fanmetting en Puerto Rico, siendo este el primer grupo de k-pop en presentarse en la isla. El 11 de marzo de 2014, tuvieron un showcase en Chicago, y el 13 de marzo de 2014 tuvieron un showcase en Dallas.

## Discografía

### Corea del Sur
Álbum de Estudio
- 2012: JANUS (7 de noviembre)

1. Good Night
2. Excuse Me
3. Trippin'[Hyun Seong solo]
4. MYSTERY
5. Go Back
6. Stop It
7. Listen [Dong Hyun solo]
8. My Dear[Jeong Min solo]
9. Soulmate
10. Janus
11. bounce

Reedición
- 2013: I Yah (10 de enero)

1. Good Night
2. Excuse Me
3. Trippin (Hyun Seong solo)
4. MYSTERY
5. Go Back
6. Stop It
7. Listen (Dong Hyun solo)
8. My Dear (Jeong Min solo)
9. Soulmate
10. Janus
11. I Yah
12. Stanging With you

Miniálbum/EP
- 2012: Love Style (14 de junio)
- 2014: Obsession (9 de junio)
- 2014: Witch (13 de octubre)
- 2015: Boyfriend in Wonderland (9 de marzo)
- 2017: Never End
- 2021: Adonis
- 2023: Curtain Call

Sencillos
- 2011: "Boyfriend"
- 2011: "Dont touch my girl"
- 2011: "Il'l Be there"
- 2013: "On & On
- 2016: "To My Bestfriend"
- 2018: "Sunshower"
- 2022: "Canvas"
- 2023: "That Day In May"

### Japón
Álbum de Estudio
- 2013: Seventing Mission (25 de mayo)

1. CODE NAME; SPY GET LOVE
2. Be My Shine
3. Dance Dance Dance
4. First Kiss
5. Party Plane
6. Supernatural
7. Dargerous
8. My I
9. Waikiki
10. My Lady
11. Hitomi no Melody (Melody of Eyes)
12. My Avatar

- 2014: Seventh Color (23 de julio)

1. "Brand New Day"
2. "Here!"
3. "Startup!"
4. "Don't Stop" (Kwangmin y Minwoo)
5. "Sexy Love"
6. "Keep on Lovin' You"
7. "やめないでSummer"
8. "SAYONARA"
9. "My Avatar"
10. "Freedom"
11. "CRAZY FLY"
12. "The Same Sky"

- 2019: Bouquet

Sencillos
- 2012: "Be My Shine"
- 2012: "Dance Dance Dance / My Lady"
- 2013: "Melody of Eyes"
- 2013: "Pinky Santa"
- 2014: "My Avatar"
- 2014: "Startup!"
- 2016: "Glider"
- 2016: "Jackpot"
- 2017: "I Miss You"
- 2018: "Try My Wings"
- 2018: "Call Me"

## Premios y nominaciones
| Año  | Programa                                             | Categoría                           | Resultado | Ref.   |
| ---- | ---------------------------------------------------- | ----------------------------------- | --------- | ------ |
| 2011 | 13th Mnet Asian Music Awards                         | Mejor Artista Masculino             | Nominado  | [ 7 ]  |
| 2011 | SBS MTV Best of the Best                             | Mejor estrella de debut             | Nominado  | [ 8 ]  |
| 2011 | SBS MTV Best of the Best                             | Mejor Artista Nuevo                 | Ganador   | [ 8 ]  |
| 2011 | 26th Golden Disc Awards                              | Mejor Artista Nuevo                 | Ganador   | [ 9 ]  |
| 2011 | 21st Seoul Music Awards                              | Premio al mejor debutante           | Ganador   | [ 10 ] |
| 2013 | 27th Japan Gold Disc Awards                          | Mejores 3 artistas nuevos (Asia)    | Ganador   | [ 11 ] |
| 2013 | Korean Entertainment 10th Anniversary Award in Japan | Premio especial del jurado          | Ganador   | [ 12 ] |
| 2013 | 2013 MTV EMA                                         | Mejor acto de Corea                 | Nominado  | [ 13 ] |
| 2013 | Billboard Japan Music 2013 Awards                    | Artista de animación del año        | Nominado  | [ 14 ] |
| 2015 | 2015 Asia Model Awards                               | Cantante popular                    | Ganador   | [ 15 ] |
| 2015 | 2015 3rd YinYueTai V-Chart Awards                    | Artista coreano con mayor potencial | Ganador   | [ 16 ] |
| 2016 | 2016 MTV Asia Music Stage                            | Grupo masculino de tendencia        | Ganador   | [ 17 ] |